# Йоганн Еліас Рідінгер

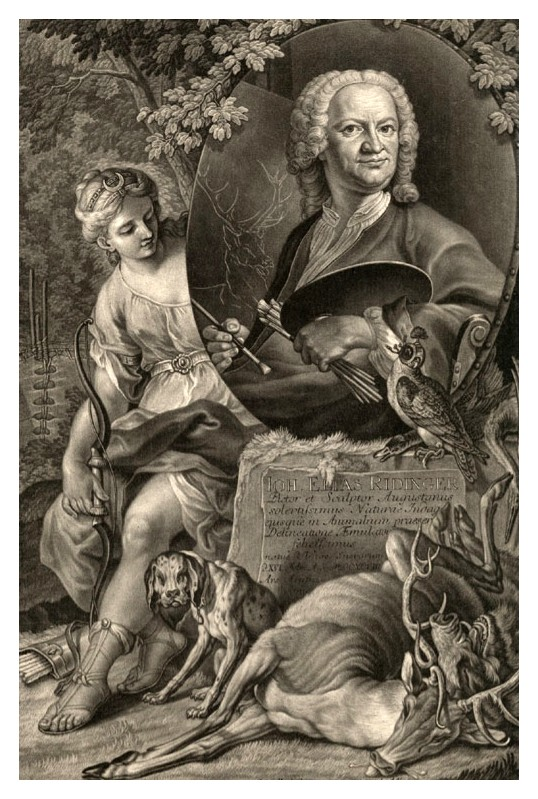
Йоганн Еліас Рідінгер, автопортрет

Йога́нн Елі́ас Рі́дінгер (нім. Johann Elias Ridinger; 1698, Ульм — 1767, Аугсбург) — німецький живописець, гравер на міді, видавець. Працював у техніці різцевої гравюри та офорту. Один із найвідоміших художників-анімалістів XVIII ст.

## Біографія
Народився в м. Ульм, Німеччина. Розпочав художню освіту в Ульмі, в студії художника Кристофа Реша (Раша). Близько 1716 року переїхав до Аугсбурга, де продовжив навчання в майстерні Йоганна Фальха (Фалька), а згодом у Геогра Філіпа Ругендаса, де вивчав техніки гравірування та травлення. 1723 року відкрив в Аугсбурзі художню майстерню та власне художнє видавнцтво, продавав відбитки, які гравірував за власними малюнками. З 1759 був директором Аугзбурзької академії мистецтв. Рідінгер помер 10 квітня 1767 року в Аугсбурзі. Його справу продовжили сини Мартін Еліас (1730—1780) та Йоганн Якоб (1735—1784).

## Творчість
Присвятив свою творчість зображенню сцен полювання, домашніх та диких тварин, в чому досяг неабиякої досконалості. Створив понад 1600 гравюр, найбільш популярні з яких неодноразово передруковували в ХІХ ст. та використовували для прикрашання інтер'єру, а також для декорування порцелянових та керамічних виробів. Твори зберігаються в художніх музеях Німеччини й Австрії, в Ерімітажі (Росія) та в численних приватних збірках.